# Mischocyttarus petiolatus
Mischocyttarus petiolatus är en getingart som beskrevs av Richards 1978. Mischocyttarus petiolatus ingår i släktet Mischocyttarus och familjen getingar. Inga underarter finns listade i Catalogue of Life.